# 牛田寛
牛田 寛（うしだ ひろし、1915年〈大正4年〉4月22日 - 1965年〈昭和40年〉1月10日）は、日本の政治家、宗教家。参議院議員（1期）。

## 経歴
東京市（現・東京都）に生まれる。横浜高等工業学校（現在の横浜国立大学）機械工学科を卒業後、東京計器製作所（現・東京計器）に勤める。
戦後、都立機械工業専門学校教授、東京都立大学工学部講師を務める。創価学会男子部長（初代）、同会青年部長（第2代）、同会理事、学術部長（初代:1962年9月～）、南米総支部長（初代：1962年11月）等を歴任する。
1959年6月2日、第5回参議院議員通常選挙に、創価学会系無所属として全国区から立候補し、創価学会現役幹部の原島宏治、小平芳平らと共に、当選（当選1期）する。
1964年11月17日、公明党が結成され、参加する。
参議院議員在職中の1965年1月10日、癌のため、死去した。49歳没。哀悼演説は同月25日、参議院本会議で温水三郎により行われた。

## 役職歴
- 創価学会男子部長(初代)
- 創価学会青年部長(第2代)
- 創価学会理事
- 創価学会学術部長(初代)
- 創価学会南米総支部長(初代)